# ترک (فیلم ۲۰۲۱)
ترک یا کرک (به انگلیسی: Krack) فیلمی هندی محصول سال ۲۰۲۱ و به کارگردانی گوپیچند مالیننی است. در این فیلم بازیگرانی همچون راوی تجا، شروتی حسن، ساموتیراکانی، وارالاکسمی ساراتکومار و ساپتاگیری ایفای نقش کرده‌اند.